# 측우기

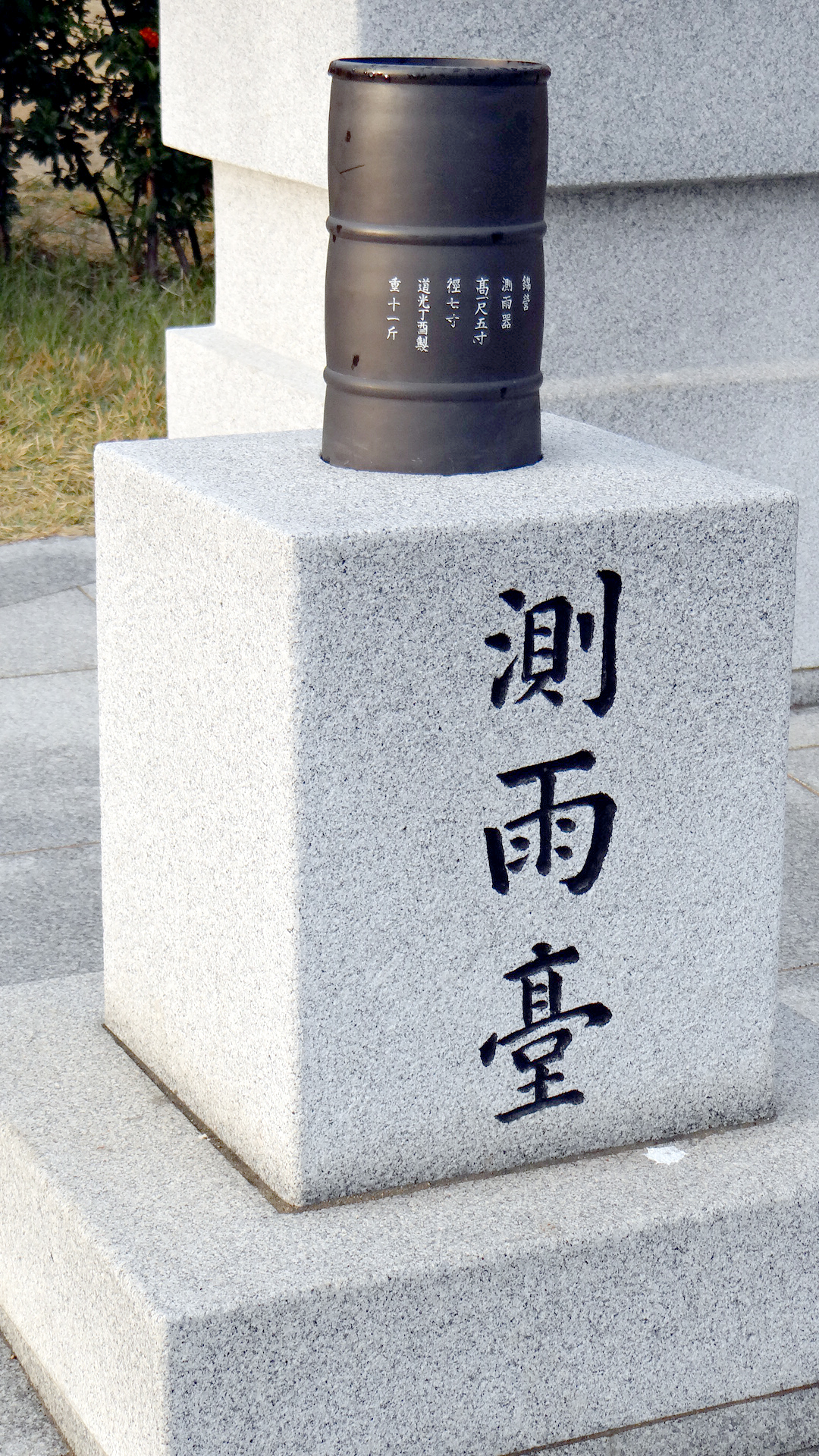
측우기 (금영측우기 복원-부산 동래읍성 장영실과학공원)

측우기(測雨器)는 조선 시대에 강우량 분포를 측정하던 기구로서, 세계 최초의 통일된 강우량을 재는 기계다. 조선 세종 때 처음 만들어 전국에 보급·시행하였으며 조선시대 전반에 걸쳐 활용되었다. 현재까지 존재하는 유일한 측우기는 1837년 만들어져 공주 충청감영에 설치되었던 금영측우기(錦營測雨器, 보물 561호, 국보 승격예정)이며 정조 때부터 고종 때까지의 관측 기록이 보존되어 있다.
측우기는 유럽보다 약 200년 앞서서 만들어졌으며, 당대 조선의 과학기술력을 짐작할 수 있는 증거이다.

## 제작 및 제도의 시행

### 제작
조선 초기에는 농업 등에 참조하기 위해 각 지방의 강우량을 측정하여 보고하는 제도가 있었는데, 이는 비온 후에 고여 있는 빗물의 깊이를 측정하는 것이었다. 하지만, 흙에 스며드는 정도가 서로 달라 1441년(세종 23년) 음력 8월 장영실을 시켜 서운관(書雲觀)에서 빗물을 측정할 수 있는 그릇을 처음 제작하게 하였고, 한양을 중심으로 관측에 활용하였다. 1442년(세종 24년)에는 측우에 관한 제도를 정하여 서운관에서 빗물의 깊이를 측량·기록하게 했으며, 지방에서는 각 관가의 뜰에 설치하여 수령 자신이 측량·기록하게 했다. 처음에는 쇠로 만들었으나 뒤에는 구리로 만들기도 하였고, 이외에 자기·도기로 대용하기도 하였다. 이는 이탈리아의 가스텔리보다 약 200년 앞선 것이다.
측우기는 흔히 장영실이 만들었다고 알려졌는데, 세종실록 23년 4월 을미(양력 1441년 5월 19일) '근년 이래로 세자(훗날 문종)가 가뭄을 근심하여 비가 올 때마다 비가 온 뒤에 땅을 파서 젖어 들어간 깊이를 재었으나 정확하게 푼수를 알 수 없었으므로 구리로 만든 원통형 기구를 궁중에 설치하고, 여기에 고인 빗물의 푼수를 조사했다'는 기록은 문종이 발명한 사실을 뒷받침하고 있다.  따라서 측우기는 문종,장영실,세종대왕, 호조(戶曹)의 관료 등이 뜻을 모아 세계 최초로 제작한 규격품임을 잘 알 수 있다.

### 제도의 시행
측우기가 규격화되고 제도화된 것은 호조에서 우량을 측정하는 일에 관해 보고한 1442년(세종 24년) 6월 15일(음력 5월 8일) 이전으로 여겨진다. 이때부터 《조선왕조실록》에서 측우기라는 단어가 등장한다. 쇠로 제작된 측우기는 길이 1척 5촌(약 32cm), 지름 7촌(약 15cm)이며, 비가 그친 후 주척(周尺)을 써서 분(分) 단위까지 재고, 비가 내리기 시작한 시간과 그친 시간을 기록하게 하였으며, 전국적으로 강우량을 측정하도록 했다.

## 측우대
측우기는 대(臺) 위에 올려놓고 측정하게 하였는데, 적절한 높이의 대는 주변의 빗물이 튀어 측우기에 유입되는 것을 방지하고 측우기를 고정하는 안정 효과 등이 있다. 경상감영측우대 기준으로는 윗면 길이가 36.7cm 폭은 37cm이며, 가운데 구멍 지름은 15.5cm이고 측우대 높이는 46cm이다.
현전하는 조선 시대의 측우대는 다음과 같다.
- 관상감 측우대 (보물 제843호)
- 대구 선화당 측우대 (보물 제842호) - 대구 경상감영 측우대
- 창덕궁 측우대 (보물 제844호)
- 통영 측우대 (보물 제1652호)
- 연경당 측우대

## 사진

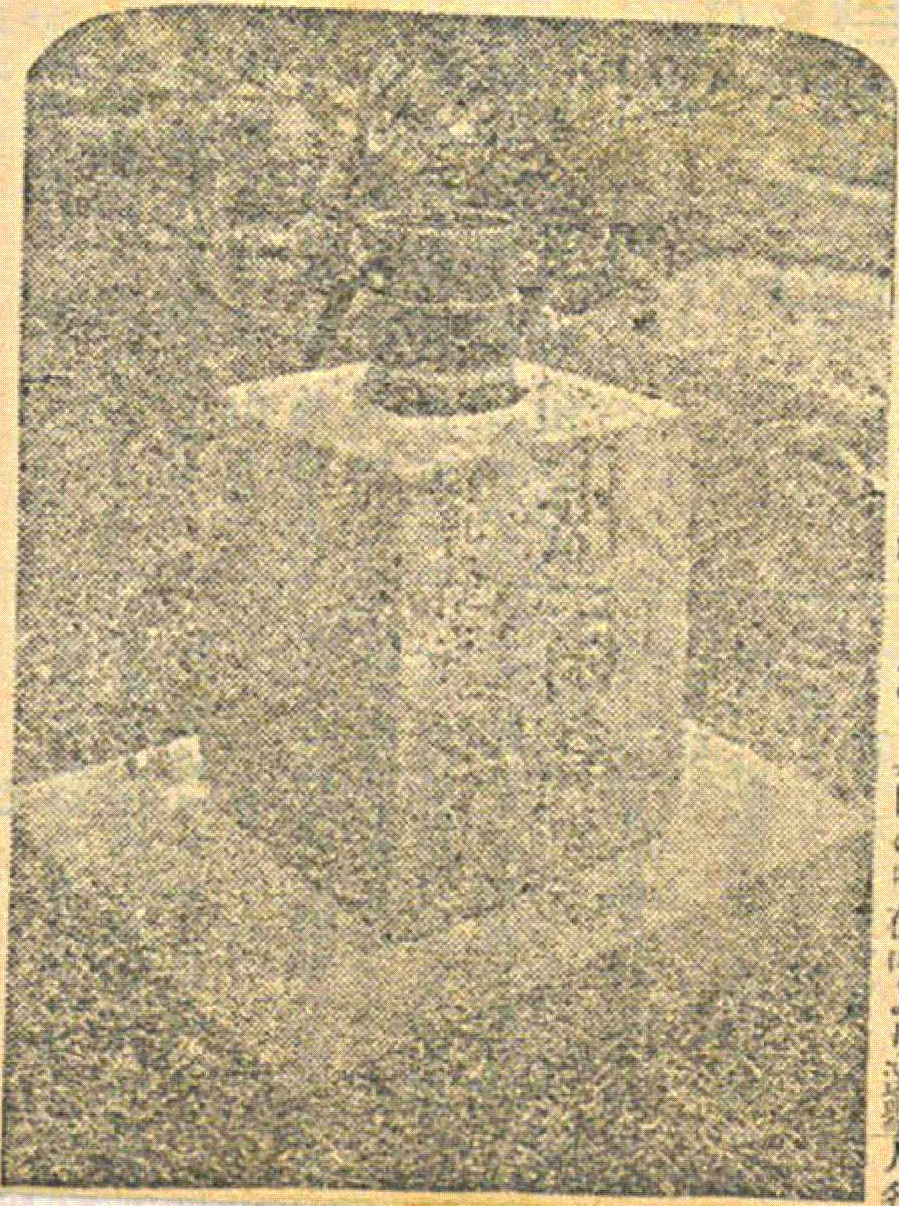
선화당측우기
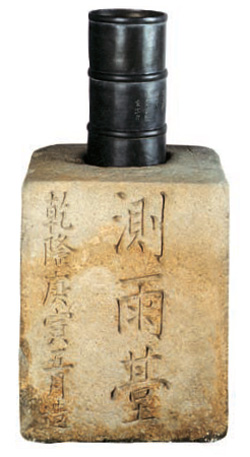
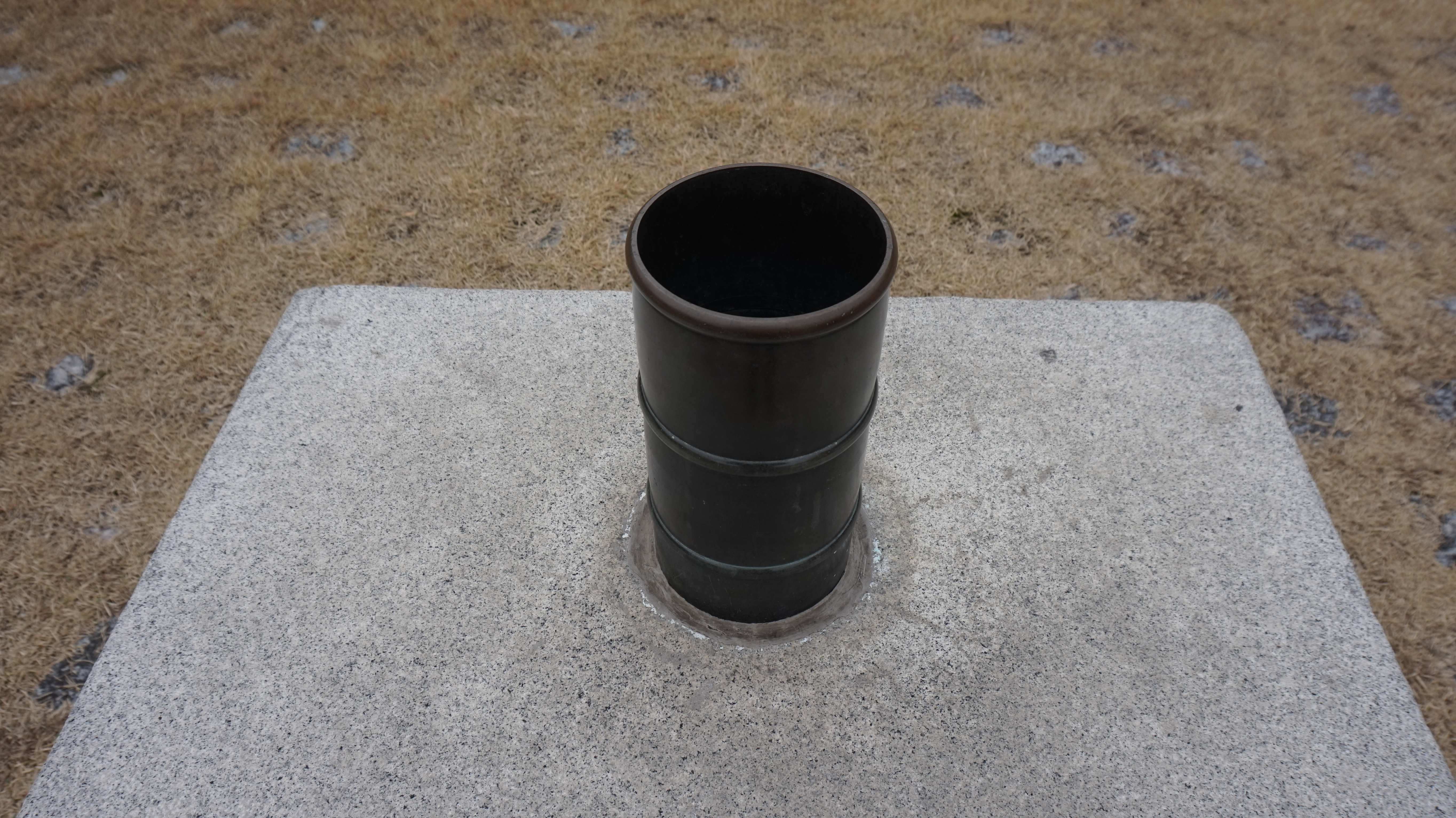

## 기타
비의 양을 재기 위해 청계천 마전교에는 수표가 세워졌다.
1837년 공주 충청감영에 설치되었던 금영측우기(錦營測雨器, 보물 561호)는 1915년 일본의 기상학자 와다 유지에 의해 일본으로 반출되었다가 1971년 반환되었다. 이 측우기는 보물 제 561호로 지정되어 있다. 문화재청은 2019년 12월 30일 보도자료를 통해 금영측우기의 명칭을 공주감영 측우기로 바꾸고 국보로 승격할 예정이라고 밝혔다. 또한 측우기를 놓는 받침인 측우대 2점도 함께 국보로 승격될 예정이라고 밝혔다. 대상은 대구 선화당 측우대(보물 제 842호, 기상청 소장)와 창덕궁 측우대(보물 제 844호, 국립고궁박물관 소장)이다.

## 참고 자료
- 이 문서에는 다음커뮤니케이션(현 카카오)에서 GFDL 또는 CC-SA 라이선스로 배포한 글로벌 세계대백과사전의 〈양반관료의 문화〉 항목을 기초로 작성된 글이 포함되어 있습니다.